# جیمز لاوسون
جیمز موریس لاوسون جونیور (انگلیسی: James Morris Lawson Jr.؛ ۲۲ سپتامبر ۱۹۲۸ – ۹ ژوئن ۲۰۲۴) کنشگر و استاد دانشگاه آمریکایی بود. یکی از پیشروان نظریه‌پردازی و صاحب نظران فنون مبارزات بدون خشونت در جریان جنبش مدنی آمریکا بود. او به آموزش فعالان مبارزات بدون خشونت ادامه داد.

## سابقه
جیمز لاوسون در انیون‌تاوون، پنسیلوانیا متولد شد. وی در ماسیلون اوهایو بزرگ شد و درحالیکه دانشجوی سال اول کالج بایدوین والاس در برا اوهایو بود به fellowship of reconciliation پیوست که سازمانی بود که توسط ای جی ماسته تأسیس شده بود و همچنین به کنگره برابری نژادی که سازمانی وابسته به FOR بود پیوست. هم اف او آر و هم کنگره برابری نژادی، اعتصاب و مقاومت‌های غیر خشونت‌آمیز در برابر نژادپرستی را مورد حمایت قرار داد ه بودند. کنگره برابری نژادی تحصن (اعتصاب) را در برخی از شهرهای شمالی در اواخر دهه ۱۹۴۰ هماهنگ کرده بود و شروع به انجام دادن حرکت‌های آزادی خواهانه به مدت بیش از یک دهه؛ بیش از یک دهه قبل از حرکت‌های مشهوری که در اوایل ۱۹۶۰ صورت گرفت؛ کرد.
مطابق با اصول مبارزه بدون خشونت لاوسون خود را به عنوان یک مخالف خدمت سربازی معرفی و از گرفتن دفترچه اعزام به خدمت نظام وظیفه در سال ۱۹۵۱ خودداری کرد. بعد از اینکه از معافیت تحصیلی یا از معافیت طلبگی خودداری نمود به‌مدت ۱۴ ماه زندان محکوم شد.
بعد از رهایی از زندان، لاوسون به عنوان یک مبلغ روش‌مدار به ناگپور هند رفت جائیکه دربارهٔ ساتیاگراها، اصول مقاومت بدون خشونت که به وسیله مهاتما گاندی و پیروانش پرورانده شده بود، مطالعه می‌کرد. او در سال ۱۹۵۵ به ایالات متحده بازگشت. او دانشجوی فوق لیسانس الهیات کالج اوبرلین در اوهایو شد.

## همکاری با مارتین لوتر کینگ و جنبش دانشجویی نشویل
یکی از استادان جیمز لاوسون در اوبرلین وی را به مارتین لوتر کینگ معرفی کرد، کسی که اقدامش منجر به تحریم اتوبوس‌های مونتگمری در مونتگمری آلاباما شده بود و از اصول مبارزات بدون خشونت استقبال کرده بود. لوتر کینگ از لاوسون خواست که به جنوب بیاید و به او گفته بود به جنوب بیا چون ما اینجا در جنوب کسی را مثل تو نداریم.
لاوسون به نشویل تنسی نقل مکان کرد و در دانشکده الهیات دانشگاه واندربیلت ثبت نام کرد. جائی‌که او به عنوان مدیر جنوبی‌ترین نمایندگی کنگره خدمت کرده‌است و شروع به برگزاری کارگاه‌های آموزشی مبارزات بدون خشونت برای کنفرانس رهبری مسیحیان جنوبی – کرد در حالیکه در نشویل لاوسون تعدادی از دانشجویان جوان واندربیلت، دانشگاه فیسک و دیگر مدارس منطقه در تاکتیک‌های مبارزه بدون خشونت را ملاقات و راهنمایی کرد.
در نشویل، لاوسون بسیاری از رهبران آینده جنبش حقوق شهروندی دهه ۱۹۶۰ را آموزش داد. در میان آن‌ها دایان نش، جیمز بول، برنارد لافایته، ماریون بری و جان لوئیس بودند. در سال ۱۹۵۹ و ۱۹۶۰ این‌ها و دیگر فعالان آموزش دیده توسط لاوسون تحصن نشویل در فروشگاه‌های پائین شهر برای مبارزه با جدائی نژادی را راه اندازی کردند، همراه با فعالانی از جرجیا آتلانتا و دیگر جاها در جنوب- آن‌ها توسط کمیته هماهنگی دانشجویان بدون خشونت در آوریل ۱۹۶۰ متشکل شده بودند.
دانشجویان لاوسون نقش رهبری را در تئاتر باز جنبش پرواز به سوی آزادی بازی می‌کردند؛ در ماه مارس ۱۹۶۳ در واشینگتن دی سی، تابستان آزادی می‌سی‌سی‌پی و در گردهمایی آزادی حزب دمکرات در می‌سی‌سی‌پی، در children crusade بیرمنگام در ۱۹۶۳ در جنبش حقوقی رأی سلما در ۱۹۶۵ و در جنبش housing open شیکاگو ۱۹۶۶ و همچنین در طول چند سال آینده – اخراج لاوسون از واندربیلت به عنوان نتیجه این فعالیت‌ها تبدیل به یکی از حوادث مشهور دوران و در نتیجه شرمساری عمیق دانشگاه شد. در سال ۲۰۰۶ و در جریان جشن فارغ‌التحصیلی واندربیلت به عنوان جبران از لاوسون عذرخواهی به عمل آورد. در حال حاضر لاوسون عضو هیئت علمی آن دانشکده است.
در سال ۱۹۶۲ لاوسن دکتر کینگ و جیمز بول را برای یک همایش فرا خواند که این جلسه منجر شد که این دو نفر توافق کردند به عنوان شریک با هم کار کنند. سپس بول به مدیریت اقدام مستقیم sclc و همچینی مدیریت آموزش مبارزه بدون خشونت منسوب گردید.

## کار و فعالیت در ممفیس
لاوسون کشیش کلیسای centenary methodist در ممفیس تنسی در سال ۱۹۶۲ شد. در سال ۱۹۶۸ بعد از اینکه دو همکارشون در اثر له شدن مردند، نظافتچی‌های سیاه‌پوست برای دستمزدهای بالاتر و به رسمیت شناخته شدن اتحادیه، اعتصاب کردند کشیش لاوسون به عنوان رئیس کمیته اعتصاب خدمت کرد.
کشیش لاوسون در آوریل سال ۱۹۶۸ لوتر کینگ را به ممفیس دعوت کرد برای اینکه شعار مبارزاتشان را که –من یک انسان هستم-تصویب کرده بودند، به نمایش بگذارند. دکتر کینگ سخنرانی معروفش در حمایت از اعتصاب در ممفیس را در ۳ آوریل ۱۹۶۸ در روز قبل از ترورش ارائه کرد.

## ادامه دفاع از فعالیت‌های مبارزه بدون خشونت
کشیش لاوسون برای رهبری کلیسای متودیست متحد هولمن در سال ۱۹۷۴ به لس آنجلس عزیمت کرد. جائیکه برای ۲۵ سال قبل از اینکه در سال ۱۹۹۹ برگردد، خدمت کرد. او به آموزش فعالان مبارزه بدون خشونت و همچنین حمایت از تعدادی از این موارد شامل؛ حقوق مهاجران ایالات متحده، حقوق فلسطینیان، مخالفت با جنگ عراق، حقوق کافی برای زندگی کارگران ادامه داد. در سال ۲۰۰۴ او جایزه بین‌المللی صلح جامعه مسیحیان را دریافت کرد.
لاوسن در یک برنامه یادبود تبلیغاتی سه روزه «پرواز به سمت آزادی» شرکت نمود که حمایت‌کننده مالی آن دفتر شهروندی فعال و خدمات دانشگاه واندربیلت بود. برنامه ایکه شامل یک تور آموزشی اتوبوسی به مونت گمری و بیرمنگام در آلاباما بود. شرکت کنندگان دیگر شامل فعالان حقوق مدنی جیم زورک، دایان نش، برنارد لافایته، کشیش ویویان و همچنین جان سینجزلر، روزنامه‌نگاران و تقریباً ۱۸۰ دانشجو، اعضای هیئت علمی و مدیران واندربیلت، فیسک، دانشگاه ایالتی تنسی و کالج آمریکایی باپتیست بود.
کشیش لاوسون گفتمان مدنی و ابتکار عمل تغییر اجتماعی را به عنوان استاد مدعو (استاد پروازی یا عضو موقت هیئت علمی) در سال تحصیلی ۲۰۱۰–۲۰۱۱ دانشگاه ایالتی نورثریج کالیفرنیا پیشگامی‌کرد. تاریخچه این دانشگاه مبتنی بر فعالیت‌های اجتماعی و تنوع فرهنگی بوده و فعالیت کشیش لاوسون بر این اساس بوده که در عین حال بر مباحث بودجه و کشمکش‌های عمومی دربارهٔ آموزش توجه دارند. کشیش لاوسون به دید باز، دانش و تفکر استراتژیک در محیط دانشگاه کمک کرد. میراث لاوسون در موشن پیکچرز ۲۰۱۳ و در فیلم سرپیش خدمتکار پیشخدمت (فیلم ۲۰۱۳) در نقشی که توسط جسی ویلیامز بازی شد به تصویر کشیده شد. فیلم تاریخچه ایست از دوره‌های آموزشی لاوسون در طول اعتراضات حقوق مدنی دهه‌های ۱۹۵۰ و ۱۹۶۰.

## مرگ
لاوسون در ۹ ژوئن ۲۰۲۴ در بیمارستانی در لس آنجلس در سن ۹۵ سالگی درگذشت.